# Little Samson
 (décembre 2015).
Si vous disposez d'ouvrages ou d'articles de référence ou si vous connaissez des sites web de qualité traitant du thème abordé ici, merci de compléter l'article en donnant les références utiles à sa vérifiabilité et en les liant à la section « Notes et références ».
Little Samson (聖鈴伝説リックル, Seirei Densetsu Lickle en japonais) est un jeu vidéo d'action sorti en 1992 sur Nintendo Entertainment System. Le jeu a été développé par Takeru puis édité par Taito. Doté de graphismes très détaillés pour un jeu 8 bits, le jeu n’est pourtant pas parvenu à trouver un public face à des concurrents comme Mega Man de Capcom et la série des Adventure Island.

## Histoire
L’histoire, loin d’être originale, a le mérite d’être facile à comprendre. Un violent orage libère un Prince Noir de sa prison. Non content d’être libre, celui-ci décide de tout mettre en œuvre pour conquérir le monde. Voyant son royaume en péril, le roi fait quérir quatre héros par pigeons voyageurs, Little Samson, Kikira le dragon, Gamm le golem et K.O. la souris. Chacun des héros lit la requête du roi et se met en route vers le château. C’est à cet instant que le jeu commence réellement pour le joueur, qui contrôlera un à un chacun des héros à travers des niveaux d’introduction relativement simples permettant de se familiariser avec le « gameplay » de chacun des personnages.
Chacun des héros est porteur d’une ceinture magique et, pour partir à l’aventure en équipe, les 3 autres protagonistes doivent sauter dans la ceinture magique de Little Samson. Cependant Kikira refuse. S’ensuit une confrontation lors de laquelle le joueur contrôle Little Samson et doit vaincre Kikira pour la rallier à l’équipe. 
Une fois Kikira dans la ceinture, le groupe de héros se met en chemin vers le Prince Noir, mais le voyage est semé d’embuches et  les compétences spéciales de chacun des héros sont nécessaires pour venir à bout des pièges des différents niveaux. Le joueur doit donc régulièrement alterner entre les différents personnages. Il est parfois possible de choisir entre différents chemin pour avancer au cours des niveaux, mais quel que soit le chemin emprunté, le passage par les quatre généraux du Prince Noir, indiqués par des crânes sur la carte, est inévitable.
Chacun de ces généraux a une couleur différente et se transforme en une créature plus puissante une fois vaincus, le vert se transforme en Cyclope, le bleu se transforme en chevalier magique, le rouge devient un dragon géant et le jaune s’apparente à la faucheuse.
Après être venu à bout des quatre généraux, le joueur atteint ce qui semble être le château du Prince Noir et doit affronter un Chevalier-Mage en armure dorée, qui se transforme en crâne démoniaque une fois vaincu. Si le jeu est en mode facile, il se termine après ce combat. En mode normal, par contre, à la suite de ce combat la véritable forteresse du Prince Noir surgit, il s’agit d’un château reposant sur un crane vert géant. Après quelques niveaux supplémentaires les héros se retrouvent enfin face au Prince Noir et à la suite d'un combat nécessitant les capacités de tous les personnages, le royaume est sauvé.
Étrangement, le jeu ne contient aucun dialogue et le joueur suit l’histoire au travers de cinématiques mettant en scène les personnages sans aucun texte ni aucune parole, mais cela ne nuit en rien au développement de l’histoire.

## Personnages
L’un des points forts du jeu est cette capacité à changer de personnage au cours d’un niveau pour avancer grâce aux différents pouvoirs et habilités des protagonistes. Voici une explication détaillée de l’histoire et des capacités des différents personnages :
Litte Samson : Un garçon au cœur pur qui possède la Ceinture légendaire blanche, il est très doué pour l’escalade et pourra donc facilement s’accrocher à la plupart des parois pour avancer au fil des niveaux. Lorsqu’il grimpe, il peut lancer des cloches magiques sur ses ennemis. C’est également le personnage qui peut sauter le plus haut et le plus loin.
Kikira le dragon : Elle possède la Ceinture légendaire bleue. Kikira était autrefois une humaine mais son arrogance et son égoïsme l’ont conduite à être transformée en dragon. Ce personnage peut voler pour une courte période, ce qui le rend très utile pour certains sauts. Ses griffes de dragon lui permettent de ne pas glisser sur la glace et, pour venir à bout de ses ennemis, elle crache des boules de feu en diagonale. Elle possède également une attaque chargée qui permet de lancer plus de boules de feu.
Gamm le golem : Cet amas de pierre possède la Ceinture légendaire rouge. Autrefois le voleur le plus connu du royaume, Gamm a commis l’erreur de boire une potion volée à un magicien, qui l’a immédiatement transformée en la créature de pierre qu’il est aujourd’hui. Depuis lors, Gamm cherche à se repentir pour sa vie passée. Il est le plus grand et le plus gros des quatre héros, ce qui en fait le plus lent mais aussi le plus puissant et le plus résistants des personnages. Sa capacité à marcher sur les pics sans prendre de dégâts est très utile dans certains niveaux et le fait d’avoir plus de vie que ses coéquipiers le rend indispensable face à certains bosses. Pour vaincre ses ennemis, Gamm utilise ses poings qu’il peut lancer dans quatre directions (haut, bas, gauche, droite). Sa lenteur, ses capacités de saut réduites et la faible portée de ses attaques peuvent cependant être très déroutantes.
K.O. la souris : Possesseur de la Ceinture légendaire verte, K .O. était autrefois un mage puissant et respecté. Il s’est transformé en souris après avoir bu une potion pour échapper à Gamm le voleur. Petit mais puissant, K.O. est le plus rapide des quatre personnages, tellement rapide qu’il peut courir sur l’eau sans couler. Sa petite taille lui fait encaisser plus de dégâts que les autres héros mais lui permet également d’atteindre des endroits inatteignables par ses coéquipiers. Il possède les mêmes capacités d’escalade que Little Samson et, pour se débarrasser des ennemis, il utilise des petites bombes qui explosent après quelques secondes et qui font beaucoup de dégâts.

## Jouabilité
À l’instar de son concurrent Megaman, Little Samson est un jeu de plate-forme. Le joueur saute avec le bouton A et attaque avec le bouton B. La vie du personnage est affichée par une barre verticale sur la gauche de l’écran, lorsqu’elle est vide, le personnage meurt. Au fil des niveaux, les personnages doivent avancer en battant les ennemis et en évitant les pièges qu’ils rencontrent, tels que les pics ou les gouffres, tout en ramassant le plus de bonus possible pour les rendre plus forts, tels que les cœurs qui remplissent la jauge de vie des héros, ou les sphères qui augmentent la capacité de ces mêmes jauges. À la fin de nombreux niveaux, il est nécessaire de vaincre un boss. Il y a deux types de boss, les bosses normaux, qu’il suffit de vaincre une fois et les généraux du Prince Noir, qui ont deux phases et qu’il faut donc défaire deux fois.
La jouabilité tire toute son originalité du fait de pouvoir changer de personnage à tout instant, permettant ainsi au joueur de pouvoir faire face aux différentes situations de la manière qu’il préfère. 
Les deux modes de jeu, facile et normal, ont également leur lot de différences. En mode normal, il y a plus d’ennemis dans chaque niveau et le niveau maximum que peuvent atteindre les jauges de vie est limité. Si un personnage autre que Samson meurt, il ne pourra pas revenir avant la fin du niveau, c’est pourquoi Samson est le seul personnage avec lequel on peut terminer la plupart des niveaux (à l’exception des niveaux d’introduction et du dernier niveau).
Il n’y a pas de système de sauvegarde, le joueur peut revenir à l’endroit où il est arrivé dans le jeu grâce à un système de mot de passe disponible après avoir vaincu chaque boss.